# Fjäderfä

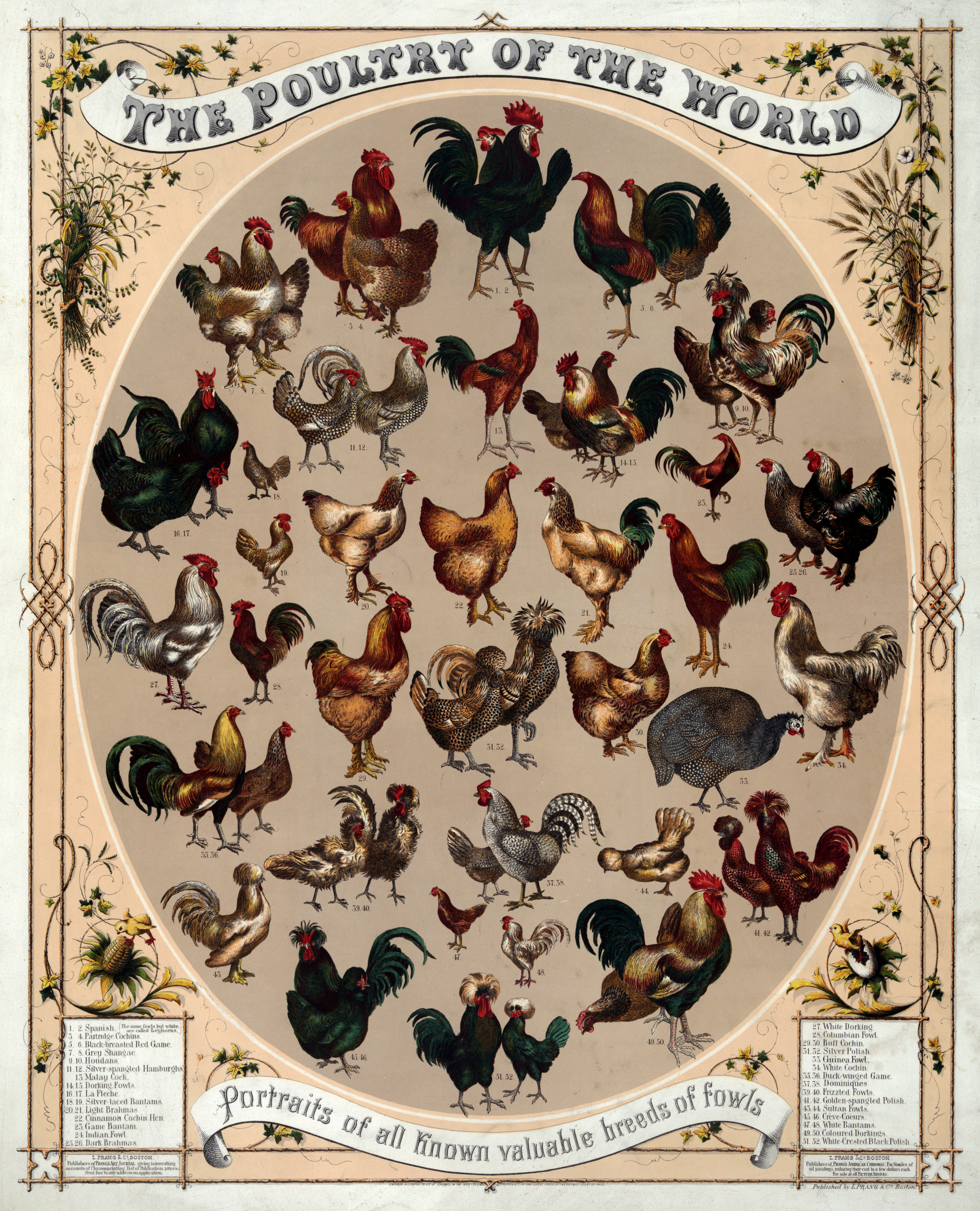
Fjäderfä i världen

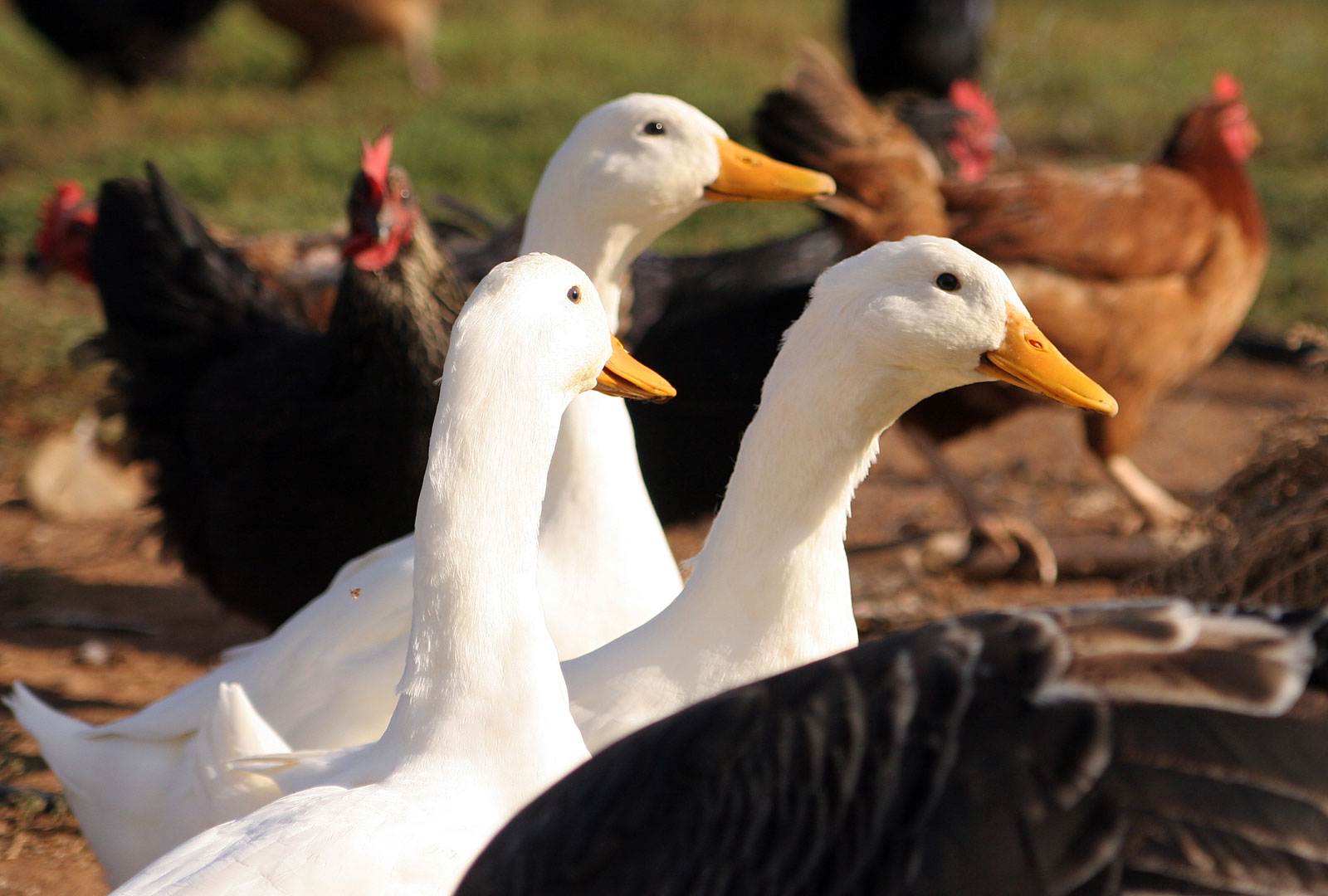
Ankor och andra fjäderfän.

Fjäderfä är domesticerade fåglar som föds upp för att producera ägg, kött och fjädrar. De vanligaste är medlemmar i överordningen Galloanserae, speciellt i ordningen Galliformes (exempelvis höns, vaktlar och kalkon) och sjöfåglar från familjen Anatidae (exempelvis tamanka och tamgås). Andra exempel är duvor och struts som främst föds upp för sitt kött, och exempelvis fasan som jagas som vilt. 
I Sverige finns en intresseförening, Föreningen Svensk Fjäderfäskötsel, för personer och företag som sysslar professionellt med fjäderfäuppfödning. Sedan 1909 ger de ut tidskriften Fjäderfä. För hobbyuppfödare finns tre olika föreningar, Svenska Rasfjäderfäförbundet, SFR, Svenska Lanthönsklubben och Sveriges Fjäderfäklubb. De utger tidskrifterna Hanegället och Rasfjäderfä.
Dessa fåglar är oftast medlemmar av överordningen Galloanserae (fåglar), särskilt ordningen Galliformes (som innefattar höns, vaktlar och kalkoner). Termen inkluderar även vattenfåglar av familjen Anatidae (ankor och gäss), men inkluderar inte vilda fåglar som jagas för föda, så kallade viltfåglar. 

## Definition
"Fjäderfä" är en term som används för alla typer av domesticerade fåglar, uppfödda i fångenskap för sin nytta, och traditionellt har ordet använts för att hänvisa till vildfåglar (Galliformes) och vattenfåglar (Anseriformes), men inte till burfåglar som sångfåglar och papegojor. "Fjäderfä" kan definieras som tamfåglar, inklusive höns, kalkoner, gäss och ankor, uppfödda för produktion av kött eller ägg, och ordet används också för köttet från dessa fåglar som används som mat. 

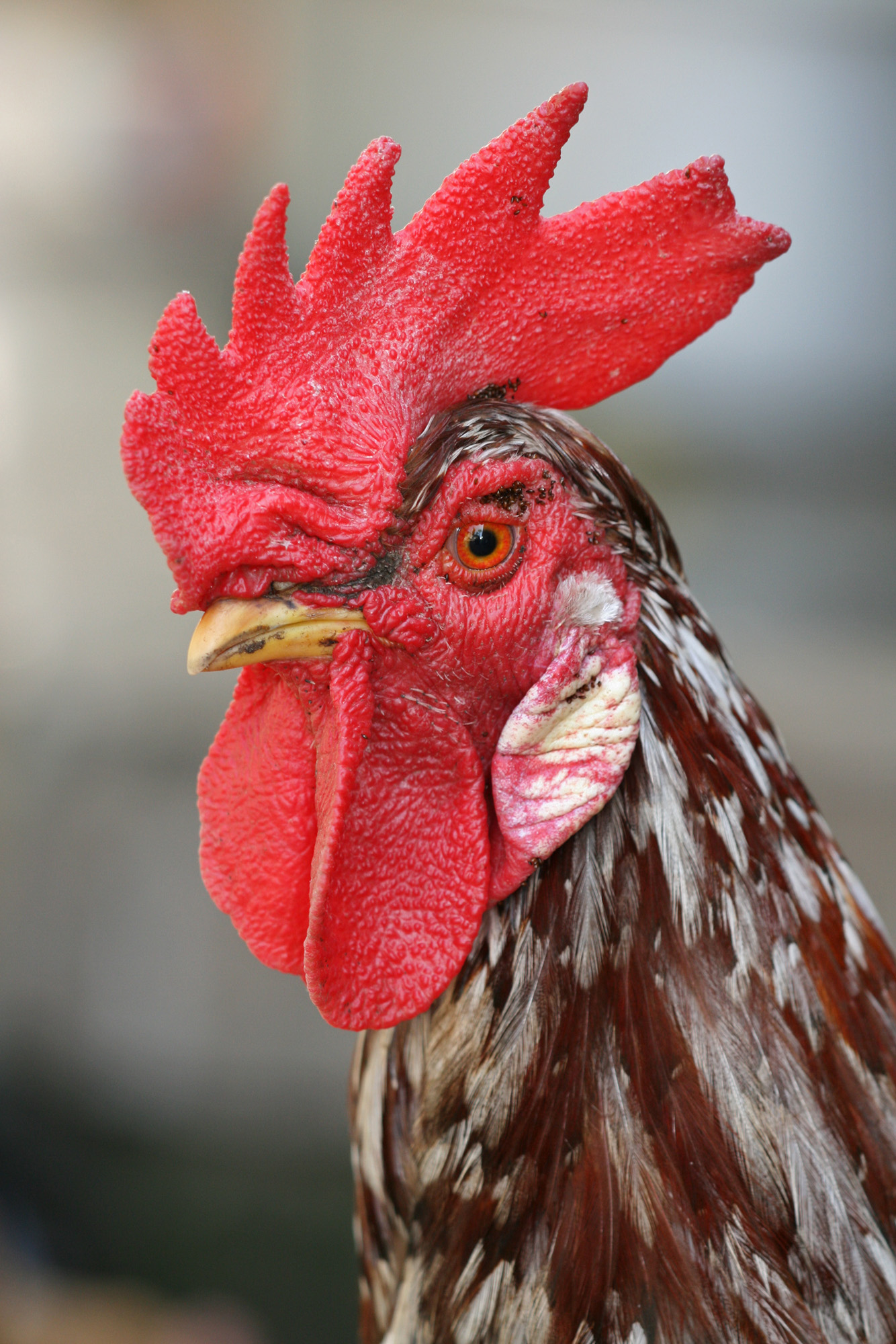
Tupp med kam och slör

Encyclopædia Britannica listar samma fågelgrupper, men där ingår även pärlhöns och (unga duvor). I R. D. Crawfords Poultry breeding and genetics utelämnas squabs men japansk vaktel och vanlig fasan läggs till i listan, de senare föds ofta upp i fångenskap och släpps ut i naturen. I sin klassiska bok om fjäderfä från 1848, Ornamental and Domestic Poultry: Their History, and Management, inkluderade Edmund Dixon kapitel om påfågel, pärlhöns, knölsvan, kalkon, olika typer av gäss, myskanka, andra ankor och alla typer av höns inklusive dvärghöns.

## Historia
I vardagligt tal används termen "fågel" ofta nästan synonymt med "domesticerad kyckling" (Gallus gallus), eller med "fjäderfä" eller till och med bara "fågel", och många språk skiljer inte mellan "fjäderfä" och "fågel". Båda orden används också för dessa fåglars kött. Fjäderfä kan särskiljas från "vilt", definierat som vilda fåglar eller däggdjur som jagas för mat eller sport, ett ord som också används för att beskriva köttet från dessa när de äts.

## Produktion av ägg och kött
Äggproduktionen har på senare tid minskat i många i-länder, men ökat i de flesta u-länder. Fjäderfäkött blir ofta billigare än annat kött. Detta beror på att förbrukningen av foder är låg och att framsteg har gjorts inomaveln.produceras  beroende på bland annat låg foderförbrukning och andra avelsframsteg, möjliggjorda genom korta generationsintervall och att de stora avelsföretagen har samordnat sina resurser.

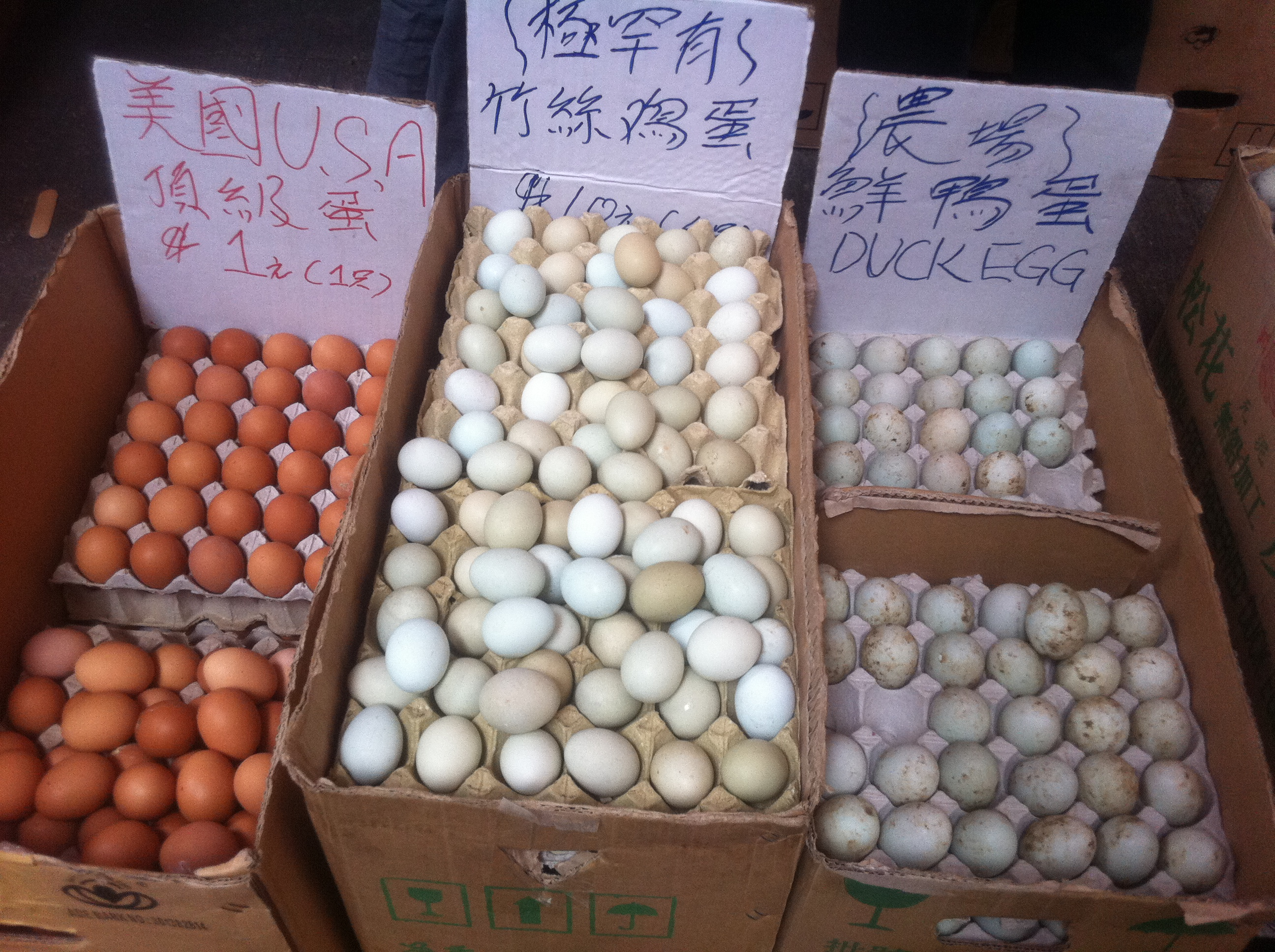
Höns- och ankägg till salu i Hong Kong

Fjäderfä är den andra typen mest konsumerade typen av kött i stora delar av världen. Den uppgår till ungefär 30% av den totala köttproduktionen i världen, jämfört med fläskkött, 38%. Sexton miljarder fåglar föds årligen upp för konsumtion. Mer än hälften av detta gör i fabriksliknade produktionsanläggningar. Den globala broilerproduktinen steg till 84.6 miljoner ton 2013. De största producenterna var USA, (20%), Kina (16.6%), Brasilien (15.1%) Europeiska unionen, (11.3%).. Det finns två distinkta produktionsmodeller: Den europeiska leveranskedjemodellen, syftar till att leverera produkter som kan spåras tillbaka till ursprungsgården. Denna modell står inför de ökande kostnaderna för att implementera ytterligare krav på livsmedelssäkerhet, välfärdsfrågor och miljöregleringar. I motsats till detta förvandlar den amerikanska modellen produkten till en handelsvara.
Världsproduktionen av ankkött var cirka 4.2 miljoner ton 2011. Därav producerade Kina två tredjedelar av den totala mängden. runt 1.7 miljarder fåglar. Andra stora producenter av ankkött är länder i Sydostasien, som Vietnam, Thailand, Malaysia, Myanmar, Indonesien och Sydkorea (12% totalt). Frankrike (3.5%) är den största producenten i Europa, följt av andra EU-nationer (3%) samt Nordamerika (1.7%). Kina var också den allra största producenten av gås- och pärlhönskött, med en andel på 94% av de 2.6 miljoner ton som finns på världsmarknaden.